# Liste des chapitres de Tsubasa Reservoir Chronicle
Cette page recense la liste des chapitres du manga Tsubasa Reservoir Chronicle.

## Liste des volumes

### Tsubasa Reservoir Chronicle
| no | Japonais          | Japonais          | Français          | Français          |
| no | Date de sortie    | ISBN              | Date de sortie    | ISBN              |
| --- | ----------------- | ----------------- | ----------------- | ----------------- |
| 1 | 12 août 2003      | 4-06-363277-6     | 13 octobre 2004   | 978-2-84599-373-0 |
| Titre du volume : Tsubasa o Sagasu Shōnen no Tabi ga Hajimaru!! (「翼」を探す少年の旅が始まる!!) 192 pagesListe des chapitres : 1. Le monde où tout a commencé (始まりの世界, Hajimari no Sekai) 2. Le prix de l'Âme (記憶の対価, Kioku no Taika) 3. Les plumes du destin (必然の羽根, Hitsuzen no Hane) 4. La force de combattre (戦うチカラ, Tatakau Chikara) 5. L'heure du réveil (覚醒の瞬間, Kakusei no Shunkan) |                   |                   |                   |                   |
| 2 | 17 octobre 2003   | 4-06-363306-3     | 8 décembre 2004   | 978-2-84599-388-4 |
| Titre du volume : ? 192 pagesListe des chapitres : 6. La force intérieure (心の強さ, Kokoro no Tsuyosa) 7. La croisée des mondes (繋がる世界, Tsunagaru Sekai) 8. Le pays des dieux (神の宿る国, Kami no Yadoru Kuni) 9. Le kudan du magicien (魔術師の巧断, Majutsushi no Kudan) 10. Où est la plume ? (羽根の行方, Hane no Yukue) 11. Le kudan de feu (炎の巧断, Honoo no Kudan) 12. La preuve du guerrier (勇者の証, Yūsha no Akashi) 13. Pourquoi ces larmes ? (涙の理由, Namida no Wake) |                   |                   |                   |                   |
| 3 | 17 décembre 2003  | 4-06-363322-5     | 23 février 2005   | 978-2-84599-406-5 |
| Titre du volume : Tsuginaru Sekai wa Hijutsu no Kuni!! (次なる世界は“秘術の国”!!) 192 pagesListe des chapitres : 14. L'heure du grand départ (旅立ちの時, Tabidachi no Toki) 15. Le pays de la sorcellerie (秘術の国, Hijutsu no Kuni) 16. Souvenirs flous (虚ろの記憶, Utsuro no Kioku) 17. La source du pouvoir (魔術の元, Majutsu no Moto) 18. Le château des maléfices (絡繰りの城, Karakuri no Shiro) 19. La créature surpuissante (最強の秘妖, Saikyō no Kīshimu) 20. L'ultime combat (終局の戦闘, Shūkyoku no Batoru) 21. Le miroir d'amour (最愛の鏡, Saiai no Kagami) |                   |                   |                   |                   |
| 4 | 17 février 2004   | 4-06-363338-1     | 27 avril 2005     | 978-2-84599-425-6 |
| Titre du volume : Kasuka ni Modorihajimeru Shōjo no Kioku!! (微かに戻り始める少女の記憶!!) 192 pagesListe des chapitres : 22. Le dénouement (互いの結末, Tagai no Ketsumatsu) 23. Le pays de la brume (霧の国, Kiri no Kuni) 24. Un sourire pour l'avenir (笑顔の行方, Egao no Yukue) 25. Le pays féerique (御伽の国, Otogi no Kuni) 26. La princesse aux cheveux d'or (金の髪の姫, Kin no Kami no Hime) 27. La légende continue (伝説の続き, Densetsu no Tsuzuki) 28. Les deux princesses (二人の姫, Futari no Hime) |                   |                   |                   |                   |
| 5 | 16 avril 2004     | 4-06-363363-2     | 22 juin 2005      | 978-2-84599-452-2 |
| Titre du volume : Tsui ni Akasareru Densetsu no Shinjitsu!! (ついに明かされる「伝説」の真実!!) 192 pagesListe des chapitres : 29. Inébranlable château (不落の城, Furaku no Shiro) 30. Le conte de fées est illusion (幻の御伽, Maboroshi no Otogi) 31. L'ultime combat (最後の攻防, Saigo no Kōbō) 32. La légende éternelle (終わらない伝説, Owaranai Densetsu) 33. Nuit de tempête (嵐の夜, Arashi no Yoru) 34. Le pays des cerisiers en fleur (桜の国, Sakura no Kuni) 35. Le prix à payer (戻らない対価, Modoranai Taika) |                   |                   |                   |                   |
| 6 | 17 juin 2004      | 4-06-363393-4     | 21 septembre 2005 | 978-2-84599-488-1 |
| Titre du volume : ? 192 pagesListe des chapitres : 36. La tritesse au fond de l'œil (孤独の瞳, Kodoku no Hitomi) 37. Entre la vie et la mort (生と死の間, Sei to Shi no Hazama) 38. Une forme de bonheur (しあわせのカタチ, Shiawase no Katachi) 39. Force nouvelle (新たなる強さ, Aratanaru Tsuyosa) 40. Épée de feu (炎の剣, Honoo no Ken) 41. Ami éternel (永遠の友, Eien no Tomo) 42. Souvenir éternel (消せない記憶, Kesenai Kioku) |                   |                   |                   |                   |
| 7 | 17 août 2004      | 4-06-363416-7     | 23 novembre 2005  | 978-2-84599-514-7 |
| Titre du volume : Yume to Genjitsu no Aida o Samayō Shōnen-tachi! (夢と現実の間を彷徨う少年達!!) 192 pagesListe des chapitres : 43. Avenir incertain (見えない未来, Mienai Mirai) 44. Démon surpuissant (最強の鬼児, Saikyō no Oni) 45. Les cerisiers de l'au revoir (決別の桜, Ketsubetsu no Sakura) 46. Monde des rêves (夢の世界, Yume no Sekai) 47. Crépuscule lointain (遠き落日, Tooki Rakujitsu) 48. La fin du rêve (夢の終わり, Yume no Owari) 49. Ennemi final (最後の敵, Saigo no Teki) |                   |                   |                   |                   |
| 8 | 17 novembre 2004  | 4-06-363452-3     | 18 janvier 2006   | 978-2-84599-550-5 |
| Titre du volume : Jukai no Mamono ga Shaoran no Yukute o Habamu! (樹海の魔物が小狼の行く手を阻む!) 192 pagesListe des chapitres : 50. Le pays au fétiche (偶像の国, Gūzō no Kuni) 51. La vraie nature du monstre (魔物の正体, Mamono no Shōtai) 52. Le cadeau du monstre (魔物の贈り物, Mamono no Okurimono) 53. Forces opposées (二つの力, Futatsu no Chikara) 54. Les deux divinités (二人の神, Futari no Kami) 55. Les larmes du dieu (神の涙, Kami no Namida) 56. Un homme et une femme (男と女, Otoko to Onna) 57. Deux lignes qui ne se croisent jamais (交わらない線, Majiwaranai Sen) |                   |                   |                   |                   |
| 9 | 17 février 2005   | 4-06-363485-X     | 15 mars 2006      | 978-2-84599-570-3 |
| Titre du volume : Higeki wa Haruka na Sekai o Koe Rin'neshitsuzukeru!! (悲劇は遥かな世界を超え輪廻し続ける!!) 192 pagesListe des chapitres : 58. Le monde des cieux (天の世界, Ten no Sekai) 59. L'invitation du roi (王の招き, Ō no Maneki) 60. Au plus profond de mon cœur (心の奥, Kokoro no Oku) 61. Deux guerriers sans rivaux (最強の二人, Saikyō no Futari) 62. Le pouvoir d'un vœu (望みの強さ, Nozomi no Tsuyosa) 63. Un autre garçon (もう一人の少年, Mō Hitori no Shōnen) 64. Fragments de mémoire (途切れた記憶, Togireta Kioku) 65. Lorsque le temps se remet en marche (動き始める刻, Ugokihajimeru Toki) |                   |                   |                   |                   |
| 10 | 17 mai 2005       | 4-06-363530-9     | 17 mai 2006       | 978-2-84599-601-4 |
| Titre du volume : Sekai no Katasumi ni Kodamasuru Ō no Sakebi――!! (世界の片隅に谺する王の叫び――!!) 192 pagesListe des chapitres : 66. Sentiment éternel (永遠の想い, Towa no Omoi) 67. La naissance des dieux (神の始まり, Kami no Hajimari) 68. Un sentiment traverse les dimensions (時空を越える想い, Jikū o Koeru Omoi) 69. Le monde se remet à tourner (回り始める世界, Mawarihajimeru Sekai) 70. Un autre moi-même (もう一人の自分, Mō Hitori no Jibun) 71. Ce qu'il faut faire maintenant (今成すべき事, Ima Nasubeki Koto) 72. Une personne inoubliable (忘れ得ぬ人, Wasureenu Hito) 73. L'union fait la force (二人の力, Futari no Chikara)                                                                          |                   |                   |                   |                   |
| 11 | 17 août 2005      | 4-06-363563-5     | 23 août 2006      | 978-2-84599-627-4 |
| Titre du volume : Sakura no Hane wa Mottomo Tsuyoku Hayakimono ni!! (さくらの羽根は最も強く速き物に!!) 192 pagesListe des chapitres : 74. La force qui est en toi (君の強さ, Kimi no Tsuyosa) 75. Un si doux rêve (幸せな夢, Shiawasena Yume) 76. Le moment de se dépasser (克服の時, Kokufuku no Toki) 77. Le vent de l'euphorie (至福の風, Shifuku no Kaze) 78. La princesse et la sorcière (姫と魔女, Hime to Majo) 79. La déesse de la victoire (勝利の女神, Shōri no Megami) 80. L'ultime combat (決戦の火蓋, Kessen no Hibuta) 81. L'ennemi invisible (見えない干渉者, Mienai Kanshōsha) 82. Le premier abandon (最初に落ちる物, Saisho ni Ochirumono)                                                                  |                   |                   |                   |                   |
| 12 | 17 octobre 2005   | 4-06-363586-4     | 15 novembre 2006  | 978-2-84599-660-1 |
| Titre du volume : Kakenukero! Kurō no Himegimi!! (駆け抜けろ!玖楼の姫君!!) 192 pagesListe des chapitres : 83. Dernière épreuve (最後の難関, Saigo no Nankan) 84. Voir avec son cœur (心の眼, Kokoro no Me) 85. Une princesse de combat (戦いの姫君, Tatakai no Himegimi) 86. Le drapeau de la gloire (栄光の旗, Eikō no Hata) 87. Fête du sourire (笑顔の宴, Egao no Utage) 88. Le voyage des dimensions (次元を渡る者, Jigen o Watarumono) 89. Les raisons du mensonge (偽りの理由, Itsuwari no Wake) 90. Un message pour la princesse (姫への伝言, Hime e no Dengon) |                   |                   |                   |                   |
| 13 | 16 février 2006   | 4-06-363620-8     | 14 février 2007   | 978-2-84599-702-8 |
| Titre du volume : Shōnen to Kioku no Hon! (少年と「記憶の本」!) 192 pagesListe des chapitres : 91. Le monde de la mémoire (記憶の世界, Kioku no Sekai) 92. Le jeune homme dans le pays du livre (本の国の少年, Hon no Kuni no Shōnen) 93. La force de protéger (守る為の強さ, Mamorutame no Tsuyosa) 94. Père et fils (父と子, Chichi to Ko) 95. Une prière éternelle (永遠の祈り, Eien no Inori) 96. Hurlement d'un jeune homme (少年の咆哮, Shōnen no Hōkō) 97. Le jeune homme et la princesse (少年と姫, Shōnen to Hime) 98. La dernière promesse (最後の約束, Saigo no Yakusoku) 99. Un passé éternel (終わらない昨日, Owaranai Kinō)                                                                                     |                   |                   |                   |                   |
| 14 | 17 avril 2006     | 4-06-363655-0     | 16 mai 2007       | 978-2-84599-731-8 |
| Titre du volume : Kioku no Hon Datsukai Sakusen Kaishi! (「記憶の本」奪回作戦開始!) 190 pagesListe des chapitres : 100. Rêve de chauve-souris (蝙蝠のユメ, Kōmori no Yume) 101. Le livre habité par la magie (魔力の宿る本, Maryoku no Yadoru Hon) 102. Le sifflement du magicien (魔術師の口笛, Majutsushi no Kuchibue) 103. Les ruines du souvenir (思い出の遺跡, Omoide no Iseki) 104. Des ennuis pour tous les deux (困った二人, Komatta Futari) 105. Magie perdue (消えた魔法, Kieta Mahō) 106. Fugue sans lendemain (明日なき逃避行, Asunaki Tōhikō) 107. Mémoire effacée (蘇らぬ記憶, Yomigaeranu Kioku) 108. Le pays des sables (砂上の国, Sajō no Kuni)                                                              |                   |                   |                   |                   |
| 15 | 14 juillet 2006   | 4-06-363691-7     | 22 août 2007      | 978-2-84599-755-4 |
| Titre du volume : Kanashiki Kōsō no Riyū wa!? (哀しき抗争の理由は!?) 192 pagesListe des chapitres : 109. L'enfant de Dieu (神の子, Kami no Ko) 110. Ce qu'on ne donnera pas (渡せぬもの, Watasenumono) 111. La capitale de l'eau (水の都, Mizu no Miyako) 112. Le magicien démasqué (魔術師の素顔, Majutsushi no Sugao) 113. Un cœur glacé (凍てつく心, Itetsuku Kokoro) 114. Princesse prisonnière (囚われの姫, Toraware no Hime) 115. Destins croisés (交錯する二人, Kōsakusuru Futari) 116. Le rêve commence à se briser (壊れかけた夢, Kowarekaketa Yume) |                   |                   |                   |                   |
| 16 | 15 septembre 2006 | 4-06-363716-6     | 12 décembre 2007  | 978-2-84599-801-8 |
| Titre du volume : Shukumei no Kaikō ni Sekai ga Shinkan suru!! (宿命の邂逅に世界が震撼する!!) 192 pagesListe des chapitres : 117. Ame errante (彷徨する魂, Hōkōsuru Tamashī) 118. Cher vampire (愛しき吸血鬼, Itoshiki Kyūketsuki) 119. Le jeune homme disparait (消えゆく少年, Kieyuku Shōnen) 120. Tu ne m'entends plus (聞こえない声, Kikoenai Koe) 121. Le carillon de la mort (死の音色, Shi no Neiro) 122. Le souvenir de l'œil droit (右目の思い出, Migime no Omoide) 123. Un cœur lointain (離れる心, Hanareru Kokoro) 124. Le prix de la vie (命の対価, Inochi no Taika) |                   |                   |                   |                   |
| 17 | 17 novembre 2006  | 4-06-363744-1     | 19 mars 2008      | 978-2-84599-846-9 |
| Titre du volume : Majutsushi ni Todoke! Atsuki Ninja no Omoi! (魔術師に届け!熱き忍者の想い!) 192 pagesListe des chapitres : 125. Le son de la vie (生命の音, Inochi no Oto) 126. Une vie éphémère (終わりある生, Owariaru Sei) 127. Le veux le plus important (一番の望み, Ichiban no Nozomi) 128. Les deux hunters (二人の狩人, Futari no Hantā) 129. La nuit de la capitale (都の夜, Miyako no Yoru) 130. Un pas derrière la ligne (踏み越えた線, Fumikoeta Sen) 131. Les pêcheurs (罪深き者達, Tsumibukaki Monotachi) 132. Une peur vraie (信じる怖さ, Shinjiru Kowasa) |                   |                   |                   |                   |
| 18 | 16 mars 2007      | 978-4-06-363790-8 | 4 juin 2008       | 978-2-84599-885-8 |
| Titre du volume : Subete wa Yume no tame!? (全ては「夢」のため!?) 192 pagesListe des chapitres : 133. Direction du voyage (旅の行方, Tabi no Yukue) 134. L'unique (唯一の存在, Yuiitsu no Sonzai) 135. Des futurs entrecroisés (交錯する未来, Kōsakusuru Mirai) 136. Les chevaliers de l'échiquier (盤上の騎士達, Banjō no Kishitachi) 137. Les soutiens de la princesse (姫を支える, Hime o Sasaeru) 138. La légende de la dynastie (語り継ぐ血筋, Kataritsugu Chisuji) 139. La fille du labyrinthe (迷宮の少女, Meikyū no Shōjo) 140. Victoire sans triomphe (歓喜なき勝利, Kankinaki Shōri) |                   |                   |                   |                   |
| 19 | 15 juin 2007      | 978-4-06-363837-0 | 10 septembre 2008 | 978-2-84599-922-0 |
| Titre du volume : Hime wa Tomo no Mirai o Kaerareru no ka!? (姫は友の未来を変えられるのか!?) 192 pagesListe des chapitres : 141. Frêles fugitifs (儚き当方者, Hakanaki Tōhōsha) 142. La princesse solitaire (孤独な姫君, Kodokuna Himegimi) 143. Un choix pour le futur (未来の選択, Mirai no Sentaku) 144. Votre intérêt avant celui des autres (一番大切なもの, Ichiban Taisetsunamono) 145. La déchirure d'un monde (綻び始める世界, Hokorobihajimeru Sekai) 146. Ce que j'ai vu en rêve (夢で視たもの, Yume de Mitamono) 147. Les trois mondes (三つの世界, Mittsu no Sekai) 148. Deux alternatives (二つの選択肢, Futatsu no Sentakushi) 149. Par amour pour le futur (愛すべき未来, Aisubeki Mirai)                     |                   |                   |                   |                   |
| 20 | 17 août 2007      | 978-4-06-363864-6 | 2 décembre 2008   | 978-2-84599-968-8 |
| Titre du volume : ?Liste des chapitres : 150. Pour ceux qui restent (残された者たち, Nokosareta Monotachi) 151. Mensonges sous la pluie (雨の中の嘘, Ame no Naka no Uso) 152. Quatre compensations (四つの対価, Yottsu no Taika) 153. Ce qu'il y a de plus douloureux (最も辛いこと, Mottomo Tsuraikoto) 154. Le retour du magicien (魔術師の帰還, Majutsushi no Kikan) 155. Les jumeaux maudits (禍々しき双子, Magamagashiki Futago) 156. Le début du malheur (不幸の始まり, Fukō no Hajimari) 157. L'ultime choix (最後の選択, Saigo no Sentaku) 158. L'autre malédiction (もう一つの呪い, Mō Hitotsu no Noroi) |                   |                   |                   |                   |
| 21 | 16 novembre 2007  | 978-4-06-363877-6 | 18 mars 2009      | 978-2-8116-0026-6 |
| Titre du volume : ?Liste des chapitres : 159. Le mensonge du magicien (魔術師の嘘, Majutsushi no Uso) 160. Une ancienne promesse (遠い日の約束, Tooi Hi no Yakusoku) 161. Sourire et magie (笑顔と魔法, Egao to Mahō) 162. Un passé illogique (綻びた過去, Hokorobita Kako) 163. La promesse brisée (果たせぬ約束, Hatasenu Yakusoku) 164. Bonté et faiblesse (優しさと弱さ, Yasashisa to Yowasa) 165. La tour du souvenir (記憶の塔, Kioku no Tō) 166. Un monde clos (閉じた世界, Tojita Sekai) |                   |                   |                   |                   |
| 22 | 17 janvier 2008   | 978-4-06-363878-3 | 24 juin 2009      | 978-2-8116-0073-0 |
| Titre du volume : Saiaishita Shukuteki o Mae ni, Shaoran wa!? (再会した宿敵を前に、小狼は!?)Liste des chapitres : 167. Le ninja blessé (傷つきし忍, Kizutsukishi Shinobi) 168. Une promesse en rêve (夢の中の約束, Yume no Naka no Yakusoku) 169. Le cadeau de la sorcière (魔女の贈り物, Majo no Okurimono) 170. Le second messager (二人目の使者, Futarime no Shisha) 171. Un champ de bataille grandiose (美しき戦場, Utsukushiki Senjō) 172. La logique se disloque (崩れ始めた理, Kuzurehajimeta Kotowari) 173. Un vœu irréversible (覆らぬ願い, Kutsugaeranu Negai) 174. Il faut croire en ce chemin (信じるべき道, Shinjirubeki Michi)                                                                                 |                   |                   |                   |                   |
| 23 | 17 mars 2008      | 978-4-06-363879-0 | 23 septembre 2009 | 978-2-8116-0117-1 |
| Titre du volume : Shitō! Futari no Shaoran (死闘!二人の小狼)Liste des chapitres : 175. Épées croisées (交わる剣, Majiwaru Tsurugi) 176. Un corps immobile (動かぬ躯, Ugokanu Karada) 177. Un rêve dont on ne se réveille pas (醒めない夢, Samenai Yume) 178. L'autre piège (もう一つの罠, Mō Hitotsu no Wana) 179. Deux clones (二つの写身, Futatsu no Utsushimi) 180. Où se trouve la princesse ? (姫の在る場所, Hime no Aru Basho) 181. Le pays du futur (未来の国, Mirai no Kuni) 182. Le soir de la promesse (誓いの夜, Chikai no Yoru) |                   |                   |                   |                   |
| 24 | 17 juillet 2008   | 978-4-06-384008-7 | 2 décembre 2009   | 978-2-8116-0163-8 |
| Titre du volume : Iza, Kessen no Chi e! (いざ、決戦の地へ!)Liste des chapitres : 183. Le monde des sables (砂の世界, Suna no Sekai) 184. Le plan temporel à part (切り取られた時間, Kiritorareta Jikan) 185. Un jour sans fin (繰り返す時間, Kurikaesu Jikan) 186. Le temps n'avance pas (進まない時間, Susumanai Jikan) 187. La rançon du vœu (願いの報い, Negai no Mukui) 188. Les ruines de cette époque (あの日の遺跡, Ano Hi no Iseki) 189. Résolution en héritage (受け継がれし覚悟, Uketsugareshi Kakugo) 190. Ceux qui connaissent le monde (世界を知る者達, Sekai o Shiru Monotachi) 191. Une promesse en sept jours (七日間の約束, Nanokakan no Yakusoku)                                                           |                   |                   |                   |                   |
| 25 | 17 novembre 2008  | 978-4-06-384060-5 | 17 mars 2010      | 978-2-8116-0243-7 |
| Titre du volume : Unmei no Nanokame ga Futari o Matsu!? (運命の七日目が二人を待つ!?)Liste des chapitres : 192. Submergé par les souvenirs (溢れ出す記憶, Afuredasu Kioku) 193. Le septième anniversaire (7回目の誕生日, Nanakaime no Tanjōbi) 194. Le son qui appelle la princesse (姫を呼ぶ音色, Hime o Yobu Neiro) 195. A la frontière du monde (世界の境, Sekai no Sakai) 196. Un instant d'hésitation (一瞬の迷い, Isshun no Mayoi) 197. Deux vies (二つの命, Futatsu no Inochi) 198. La marque invisible (見えない印, Mienai Shirushi) 199. Un pouvoir persistant (生き抜く力, Ikinuku Chikara) 200. Le temps arrêté (止まった時間, Tomatta Jikan)                                                                       |                   |                   |                   |                   |
| 26 | 17 mars 2009      | 978-4-06-384108-4 | 2 juin 2010       | 978-2-8116-0300-7 |
| Titre du volume : Futatabi Hime no Te o Tsukamu Tame ni! (再び姫の手を掴む為に!)Liste des chapitres : 201. La vérité enfouie sous les ruines (遺跡の中の真実, Iseki no Naka no Shinjitsu) 202. Un vœu déformé (歪んだ願い, Yuganda Negai) 203. Ceux qui sont près de moi (側にいる者, Soba ni iru Mono) 204. Deux vœux superposés (重なり合う願い, Kasanariau Negai) 205. Equilibre brisé (壊れた摂理, Kowareta Setsuri) 206. Le futur présent (今在る未来, Ima Aru Mirai) 207. L'évolution de l'incarnation (進化する化身, Shinka suru Keshin) 208. La lame retenue (届かぬ刃, Todokanu Yaiba) 209. Le démon et le pantin (魔王と傀儡, Maō to Kugutsu) 210. Les mots que je voulais entendre (知りたい言葉, Shiritai Kotoba) |                   |                   |                   |                   |
| 27 | 15 mai 2009       | 978-4-06-384134-3 | 15 septembre 2010 | 978-2-8116-0348-9 |
| Titre du volume : Ō no Yabō o Kudake! (王の野望を砕け!)Liste des chapitres : 211. Un sourire gravé à jamais (焼き付いた笑顔, Yakitsuita Egao) 212. Le temps se remet en marche (動き出した時間, Ugokidashita Jikan) 213. 比類なき力 (Hiruinaki Chikara) 214. 最後の鎖 (Saigo no Kusari) 215. 真の存在 (Shin no Sonzai) 216. 生と死の狭間 (Sei to Shi no Hazama) 217. Des mots magiques (魔法の言葉, Mahō no Kotoba) 218. Un fragment de mémoire (記憶の欠片, Kioku no Kakera) 219. Magie héréditaires (継がれた魔法, Tsugareta Mahō) |                   |                   |                   |                   |
| 28 | 17 novembre 2009  | 978-4-06-384206-7 | 1er décembre 2010 | 978-2-8116-0401-1 |
| Titre du volume : Arata na Tabi ga Hajimaru! (新たな旅が始まる!)Liste des chapitres : 220. 最強の魔術 (Saikyō no Majutsu) 221. 残された摂理 (Nokosareta Setsuri) 222. 夢の始まり (Yume no Hajimari) 223. 幸福の時間 (Kōfuku no Jikan) 224. 閉じられた輪 (Tojirareta Wa) 225. 信じる力 (Shinjiru Chikara) 226. 魔王と魔女 (Maō to Majo) 227. 唯一の証 (Yuiitsu no Akashi) 228. 重なる思い (Kasanaru Omoi) 229. 進むべき先 (Susumubeki Saki) 230. 甦る世界 (Yomigaeru Sekai) 231. 時空の狭間 (Jikū no Hazama) 232. 始まりの世界 (Hajimari no Sekai) |                   |                   |                   |                   |

### Tsubasa World Chronicle
| no | Japonais        | Japonais          | Français         | Français          |
| no | Date de sortie  | ISBN              | Date de sortie   | ISBN              |
| -- | --------------- | ----------------- | ---------------- | ----------------- |
| 1  | 17 février 2015 | 978-4-06-395326-8 | 1er juillet 2015 | 978-2-8116-2335-7 |
| 2  | 16 octobre 2015 | 978-4-06-395490-6 | 20 avril 2016    | 978-2-8116-2905-2 |
| 3  | 17 août 2016    | 978-4-06-395717-4 | 18 janvier 2017  | 978-2-8116-3297-7 |

### Édition japonaise
Tsubasa Reservoir Chronicle
1. 1 2  Tome 1
2. 1 2  Tome 2
3. 1 2  Tome 3
4. 1 2  Tome 4
5. 1 2  Tome 5
6. 1 2  Tome 6
7. 1 2  Tome 7
8. 1 2  Tome 8
9. 1 2  Tome 9
10. 1 2  Tome 10
11. 1 2  Tome 11
12. 1 2  Tome 12
13. 1 2  Tome 13
14. 1 2  Tome 14
15. 1 2  Tome 15
16. 1 2  Tome 16
17. 1 2  Tome 17
18. 1 2  Tome 18
19. 1 2  Tome 19
20. 1 2  Tome 20
21. 1 2  Tome 21
22. 1 2  Tome 22
23. 1 2  Tome 23
24. 1 2  Tome 24
25. 1 2  Tome 25
26. 1 2  Tome 26
27. 1 2  Tome 27
28. 1 2  Tome 28

Tsubasa World Chronicle
1. 1 2  Tome 1
2. 1 2  Tome 2
3. 1 2  Tome 3

### Édition française
Tsubasa Reservoir Chronicle
1. 1 2  Tome 1
2. 1 2  Tome 2
3. 1 2  Tome 3
4. 1 2  Tome 4
5. 1 2  Tome 5
6. 1 2  Tome 6
7. 1 2  Tome 7
8. 1 2  Tome 8
9. 1 2  Tome 9
10. 1 2  Tome 10
11. 1 2  Tome 11
12. 1 2  Tome 12
13. 1 2  Tome 13
14. 1 2  Tome 14
15. 1 2  Tome 15
16. 1 2  Tome 16
17. 1 2  Tome 17
18. 1 2  Tome 18
19. 1 2  Tome 19
20. 1 2  Tome 20
21. 1 2  Tome 21
22. 1 2  Tome 22
23. 1 2  Tome 23
24. 1 2  Tome 24
25. 1 2  Tome 25
26. 1 2  Tome 26
27. 1 2  Tome 27
28. 1 2  Tome 28

Tsubasa World Chronicle
1. 1 2  Tome 1
2. 1 2  Tome 2
3. 1 2  Tome 3